# 21584 Polepeddi
21584 Polepeddi è un asteroide della fascia principale. Scoperto nel 1998, presenta un'orbita caratterizzata da un semiasse maggiore pari a 3,0406493 au e da un'eccentricità di 0,1085545, inclinata di 9,22990° rispetto all'eclittica.
L'asteroide è dedicato allo studente statunitense Lalith Kumar Polepeddi.